# Федерация профсоюзов рабочих горнорудной промышленности Боливии
Федерация профсоюзов рабочих горнорудной промышленности Боливии (исп. Federación Sindical de Trabajadores Mineros de Bolivia, FSTMB) — профсоюз в Боливии, представляющий горняков. Шахтёры Боливии традиционно считались наиболее классово сознательными рабочими страны, стоявшими в первых рядах профсоюзной борьбы. FSTMB сыграла важную роль в новейшей истории Боливии. Она была ведущей силой профобъединения Боливийский рабочий центр, пока её по влиянию не превзошла Единая профсоюзная конфедерация трудящихся крестьян Боливии.

## История

### Создание: троцкисты, националисты и синдикалисты
Профсоюз возник после ожесточенного столкновения между правительственными войсками и бастующими добытчиками олова в Оруро и Потоси в 1942 году. FSTMB был основан 11 июня 1944 года на съезде, состоявшемся в Уануни, Оруро. Съезд (Конгресс Уануни) включал делегатов от 25 местных профсоюзов, Националистического революционного движения (MNR) и троцкистской Революционной рабочей партии (POR). В недавно созданном профсоюзе насчитывалось 60 тысяч горняков. Исполнительным секретарём профсоюза был избран Хуан Лечин, лидер движения горняков и член POR.
В руководстве профсоюза возникли разногласия по поводу того, как относиться к новому правительству профашистского майора Гуальберто Вильярроэля. Члены MNR требовали его поддержки, но левое крыло — Лечин и другие члены POR — настаивали на независимости от правительства. Позиция первых потерпела поражение, когда в ноябре 1946 года профсоюз горняков принял программу, известную как «Тезисы Пулакайо». В подготовке этого документа принимали участие лидеры POR, в частности Гильермо Лора. «Тезисы Пулакайо» были по существу применением «Переходной программы» Льва Троцкого к конкретным боливийским условиям; в них также отобразилось влияние революционного синдикализма: они призывали к рабочей революции и другим радикальным целям. Съезды в Колкири (1947) и Теламайо (1948) подтвердили приверженность Федерации «Тезисам Пулакайо».
В 1947 году члены POR и MNR сформировали фракцию Парламентский блок шахтёров (Bloque Parlamentario Minero), чтобы представлять интересы горняков. После серии забастовок в 1949 году FSTMB вновь столкнулся с репрессиями со стороны правительства, вынудившими Лечина и других профсоюзных лидеров покинуть страну.

### Боливийская национальная революция и военные диктатуры
В 1951 году были проведены новые выборы, которые принесли победу MNR, в результате чего военные аннулировали результаты. FSTMB и POR сформировали ополчения из рабочих для борьбы против военного режима. Эти ополченцы сражались с правительственными войсками и штурмовали армейские базы. Кульминацией этой борьбы стала «Боливийская национальная революция» в апреле 1952 года, поставившая MNR во главе правительства. 
После революции FSTMB стал ядром профобъединения Боливийский рабочий центр (COB) — новой зонтичной организации для всех профсоюзов страны. Большинство крупных оловянных рудников были национализированы и переданы под контроль новой госкорпорации Corporación Minera de Bolivia (COMIBOL), управлявшейся совместно правительством и профсоюзом.
С 1964 по 1982 год Боливия пережила серию военных диктаторов. FSTMB и COB часто сталкивались с жестокими правительственными репрессиями, особенно при режимах полковника Уго Бансера (1971—1978), полковника Альберто Натуша (16 дней диктатуры которого в 1979 сопровождались антипрофсоюзной Резнёй Всех Святых) и генерала Луиса Гарсиа Месы (1980—1981); правление последнего началось со штурма здания профсоюзов. На протяжении этого периода многие профсоюзные лидеры были заключены в тюрьму, отправлены в ссылку или убиты. FSTMB снова стал ведущей силой в боливийской политике с восстановлением демократии в 1982 году.

### Современный этап: борьба против приватизации и сокращений

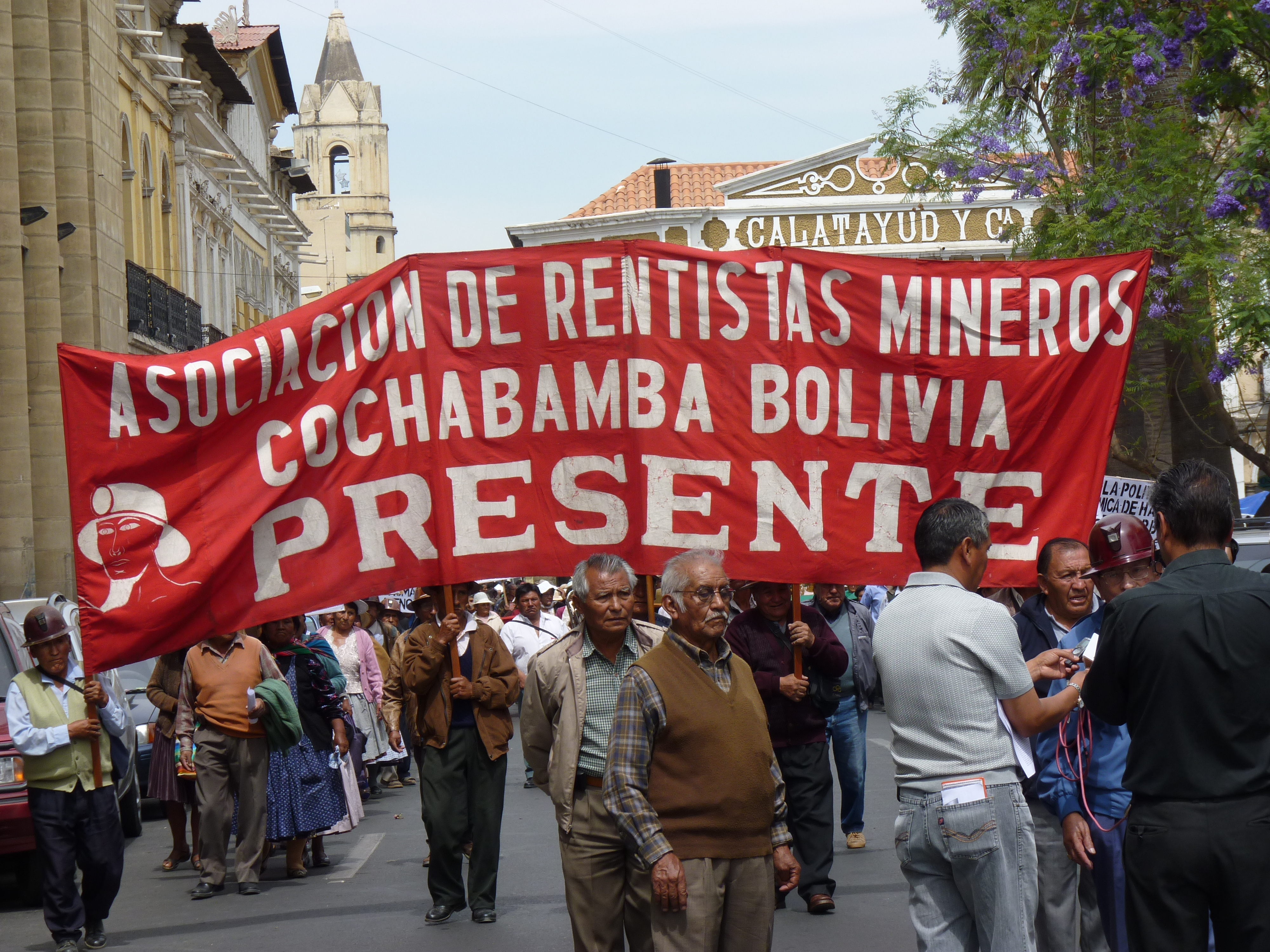
Вышедшие на пенсию горнодобывающие рабочие, связанные с местным отделением Ассоциации горняков-пенсионеров, маршируют на площади 14 сентября в Кочабамбе.

В 1985 году мировой рынок олова рухнул. Правительство MNR под началом Виктора Паса Эстенсоро согласилось с планом экономической реструктуризации, предложенным Международным валютным фондом и Всемирным банком. В его рамках были закрыты или приватизированы большинство контролируемых государством оловянных рудников. С 1985 по 1987 год штат сотрудников государственной горнодобывающей компании сократился с 30 000 до 7 000 человек, что стало сокрушительным ударом для членов FSTMB. Многие бывшие горнодобывающие рабочие продолжали активно участвовать в политической жизни, в том числе в качестве членов Ассоциации горняков-пенсионеров (Asociación de Rentistas Mineras).
Несмотря на неудачи, FSTMB продолжал активно участвовать в рабочем движении и политике. Профсоюз был в авангарде движения против приватизации водоснабжения в 2000 году и выступал за национализацию запасов природного газа Боливии. FSTMB также участвовал в протестах, которые привели к отставке президентов Гонсало Санчеса де Лосада в 2003 году и Карлоса Месы в июне 2005 года. Они также оказали давление на правительство, чтобы оно повторно национализировало шахты страны.
Нынешним исполнительным секретарем FSTMB является Мигель Субиета Миранда, который ранее возглавлял местный профсоюз в Уануни.